# Valérie Simon
 (janvier 2014).
Si vous disposez d'ouvrages ou d'articles de référence ou si vous connaissez des sites web de qualité traitant du thème abordé ici, merci de compléter l'article en donnant les références utiles à sa vérifiabilité et en les liant à la section « Notes et références ».
 (janvier 2014).
Œuvres principales
- Série Arkem, la pierre des ténèbres

Valérie Simon, née le 25 octobre 1963 à Strasbourg, est une écrivaine française de fantasy et de science fiction.

## Biographie
Titulaire d'un baccalauréat scientifique, Valérie Simon poursuit des études artistiques d'abord aux Beaux-Arts de Metz, puis à la faculté d'Arts Plastiques de Strasbourg où elle obtient une Licence suivie de la partie théorique d'une Maîtrise.
Durant cette période, elle explore quelques modules à l'École des Arts Décoratifs de Strasbourg puis s'intéresse au cinéma par le biais d'un Diplôme Universitaire de Communication Audio-Visuelle. Elle commence ensuite à travailler dans la publicité en tant que graphiste.
En 1987, elle rencontre celui qui deviendra son mari et dont elle a deux fils. Elle le suivra en 2002 à Bruxelles, en Belgique, où elle vivra 6 ans.
Depuis 2008, elle est à nouveau installée en France, à Lyon.
Éditée depuis 1997 au Fleuve noir et chez J'ai Lu, elle a fait une pause le temps d'élever ses enfants avant de reprendre son activité littéraire en 2012.

## Œuvres

### SérieArkem, la pierre des ténèbres
1. Yanis déesse de la mort[4], Fleuve noir, coll. « SF Legend », 1997Réédité en 2012 aux Éditions du Riez, collection Brumes Étranges
2. Sinièn déesse de la vie[5], Fleuve noir, coll. « SF Legend », 1997Réédité en 2013 aux Éditions du Riez, collection Brumes Étranges
3. Tahnee Sharn déesse de l'alliance[6],[7], Fleuve noir, coll. « SF Legend », 1998Réédité en 2013 aux Éditions du Riez, collection Brumes Étranges
4. Morwen déesse de l'amour[8], Fleuve noir, coll. « SF Legend », 1999Réédité en 2013 aux Éditions du Riez, collection Brumes Étranges

### SérieLa Reine des esprits
1. Coup d’état[9], Éditions du Riez, coll. « Brumes Étranges », 2015

### SérieMysteria
1. La Captive des hommes de bronze, L'Archipel, coll. « Fantasy », 2016

### Recueil de nouvelles
- Cœur à corps, Bragelonne, coll. « Snark-Brage », 2015

### Nouvelles
- Histoire de Razörod le serpentPubliée dans l'anthologie Fantasy (1999), Fleuve noir
- Le LoupPubliée dans l'anthologie Cosmic Erotica, collection Millénaires (2000), J'ai lu
- Blanche dans la lumière du printempsPubliée dans la revue Fin'Amor, Piments et Muscade (2012)
- Le Sourcier et la Jeune Fille au bord du gouffrePubliée dans l'anthologie L'antre des sorciers (2012), Rivière Blanche. Troisième prix du concours de nouvelles 2012 de la ville de Chalabre
- Le Monde que nous attendionsPubliée dans l'anthologie On a marché sur (2012), Éditions Voy'El
- Gilles a suivi JeannePubliée sous forme d'ebook (2012), ActuSF
- Eau-KillerPubliée dans le recueil des lauréats du concours de la nouvelle du salon du livre des Pays de l'Ain, (2012). Troisième prix.
- Vapeurs éthyliquesPubliée dans l'anthologie Sang tripes et boyaux (2013), La porte littéraire
- Marie dans la nuitPubliée dans l'anthologie Le monde de la nuit, (2013), Éditions Sombres Rets
- Barbe-de-SangPubliée dans l'anthologie Malpertuis IV, (2013), Éditions Malpertuis
- La Chair du golemPubliée dans le hors série Les femmes de l'étrange, (2013) Horrific, Canada
- Le Vol du dragonPubliée dans le recueil Tous les trésors du monde. Second prix du concours de nouvelles 2013 de la ville de Chalabre
- La Part du sauvagePubliée dans l'anthologie Antho-Noire pour Nuits chaudes (2014), éditions La cabane à mots
- La Renaissance d'AyaPubliée dans lanthologie Antho-Noire pour Nuits de légendes (2015), éditions La cabane à mots